# 喜蔭異小鱂
喜蔭異小鱂，為輻鰭魚綱鯉齒目鯉齒亞目花鳉科的其中一種，分布於中美洲瓜地馬拉Chajamaic河流域，體長可達6.4公分，屬肉食性，生活習性不明。

## 擴展閱讀
維基物種上的相關：喜蔭異小鱂